# روبرت إم. شايفر
روبرت إم. شايفر هو سياسي أمريكي، ولد في 19 أبريل 1930 في سياتل في الولايات المتحدة. انتخب عضو مجلس نواب واشنطن ‏.